# Nowa Wieś (gromada w powiecie pasłęckim)
Nowa Wieś – dawna gromada, czyli najmniejsza jednostka podziału terytorialnego Polskiej Rzeczypospolitej Ludowej w latach 1954–1972.
Gromady, z gromadzkimi radami narodowymi (GRN) jako organami władzy najniższego stopnia na wsi, funkcjonowały od reformy reorganizującej administrację wiejską przeprowadzonej jesienią 1954 do momentu ich zniesienia z dniem 1 stycznia 1973, tym samym wypierając organizację gminną w latach 1954–1972.
Gromadę Nowa Wieś z siedzibą GRN w Nowej Wsi utworzono – jako jedną z 8759 gromad na obszarze Polski – w powiecie pasłęckim w woj. olsztyńskim na mocy uchwały nr 23 WRN w Olsztynie z dnia 4 października 1954. W skład jednostki weszły obszary dotychczasowych gromad Krasin i Nowa Wieś, ponadto miejscowość Majki z dotychczasowej gromady Majki oraz miejscowości Rydzówka i Talpity z dotychczasowej gromady Rydzówka ze zniesionej gminy Zielonka Pasłęcka w tymże powiecie. Dla gromady ustalono 9 członków gromadzkiej rady narodowej.
1 stycznia 1958 do gromady Nowa Wieś włączono wsie Czarna Góra i Kąty ze zniesionej gromady Śliwice w tymże powiecie.
Gromadę zniesiono 31 grudnia 1961, a jej obszar włączono do gromad Jelonki (wsie Krasin i Kąty oraz pochylnie Oleśnica, Kąty i Buczyniec) i Zielonka Pasłęcka (wsie Talpity, Rydzówka, Majki, Nowa Wieś, Czarna Góra, Brzeziny i Nowiny oraz osadę Cierpkie) w tymże powiecie.